# Boletellus
Genre
Boletellus est un genre de champignons de la famille des Boletaceae regroupant une cinquantaine d'espèces, dont la quasi-totalité est répartie dans les régions subtropicales et seulement deux espèces européennes. Il a été créé par le mycologue américain William Alphonse Murrill en 1909.. Le nom du genre signifie "Petit Bolet".

## Taxinomie
Boletellus Murrill 1909

## Définition du genre
Au sens de Murrill 1909, les espèces de Boletellus ont une fructification annuelle poussant sur le bois, à stipe central. Le revêtement piléique est floconneux-verruqueux, jaunâtre. La chair de couleur claire est charnue. Les tubes sont anguleux, déprimés, jaunâtres et recouverts d'un voile partiel. Spores oblongues à ellipsoïdes, lisses, de couleur rouille. Stipe solide, plein, blanc et non réticulé [].
Des caractères supplémentaires du genre ont été précisés ou modifiés depuis sa description originale il y a plus de 100 ans: les spores ont des crêtes longitudinales ou "ailes", sont non amyloïdes et rarement dextrinoïdes (se colorant de rougeâtre foncé au brun rougeâtre dans le réactif de Melzer). Cystides hyméniales sont présentes, boucles absentes (à l'exception de B. fibuliger).
Murrill a désigné Boletellus ananas (anciennement Boletus ananas) comme espèce unique et type. Dans la quatrième édition de ses Agaricales in Modern Taxonomy (1986), Singer incluait 33 espèces, qui ont été classées en sections en fonction de l'hygrométrie, les squames du chapeau ou l'ornementation du stipe.
----la description ci-dessous sans référence , en attente de recyclage----
Ces espèces sont généralement comestibles mais pas de premier choix.
Le revêtement piléique est généralement sec, rarement subviscidule, écailleux ou tomenteux, parfois avec des restes de voiles appendiculés à la marge.
Chair blanche ou jaune, souvent virant au bleu à la coupe.
Hyménium tubulé, adnexé, blanc au début, puis jaunes, présentant souvent une coloration bleue.
Stipe central, habituellement pruineux, rarement avec une réticulum apical, parfois strié, sec, parfois une coloration bleue; mycélium basal  blanc, très rarement de couleur jaune ou vert olive. Stipe strié longitudinalement ou légèrement veiné, alvéolée à l'apex, inamyloïde ou rarement dextrinoïde.
Spores brun olive.
----

## Habitat
Surtout hémisphère nord, apparemment pas dans l'hémisphère sud, sauf l'Australie, en Australasie, Amérique centrale, Colombie andine, une espèce au Venezuela, Boletellus fibuliger et d'autres en Guyane.
Mycorhizes avec les Pinacées, Fagacées, Myrtacées, Diptérocarpacées, Casuarinacées, probablement avec la végétation cisalpine.

## Classification phylogénique
Le genre Boletellus semble dispersé, toutefois quelques groupes se dégagent.
Les taxons de la section Boletellus Ixocephali sensu Singer sont réévalués et les limites clarifiées dans le contexte morphologique. Quatre espèces morphologiques sont reconnues : B. jalapensis, Boletellus elatus, B. longicollis et B. singerii. Parmi ceux-ci B. jalapensis a été élargi pour inclure B. singerii, finalement reconnu comme distinct. La morphologie des spores incluant taille et forme montre que l'alignement longitudinal précis et la fusion ou la non-fusion apicale de l'ornementation distingue deux paires d'espèces, de part et d'autre du bassin du Pacifique et comprennent chacune une espèce voilée et une espèce non voilée: B. longicollis, Boletellus elatus (Asie de l'Est) et B. jalapensis, B. singerii (Amérique). Des hypothèses phylogénétiques peuvent être tentées pour tester ces concepts et peut-être déduire la monophylie de la section Ixocephali lorsque des données de séquence appropriées sont disponibles à partir d'échantillons Taxa nouvellement collectés, correctement justifiés et viables.
Boletellus et Heimioporus, deux genres de Boletaceae à basidiospores ornées, apparaissent comme deux genres distincts sur le plan phylogénétique (noyau ribosomal large-subunit and translation elongation-factor 1α DNA sequences). La comparaison du type d'ornementation sporale – côtelée longitudinallement pour Boletellus et non pas ponctuée, alveolée-réticulé comme chez Heimioporus – fournit un moyen supplémentaire de distinction. Des analyses de nombreuses récoltes des Amériques, d'Asie et d'Australia conforte la monophylie d'Heimioporus and un clade ‘core Boletellus’, containant l'espèce type, B. ananas (M.A.Curt.) Murrill, et environ sept espèces supplémentaires. Des tests de topologies philogénétiques alternatives n'ont pas pu rejeter la monophylie d'un groupe plus inclusif containant le core Boletellus clade et six autres espèces. Heimioporus australis Fechner & Halling, H. cooloolae Fechner & Halling, Boletellus deceptivus Halling & Fechner, B. reminiscens Halling & Fechner and B. sinapipes Fechner, K.Syme, R.Rob.
- Boletaceae
  - Heimiella retispora
    - Boletellus chrysenteroides

  - Boletellus projectellus
    - Boletellus mirabilis

  - Phlebopus beniensis
    - Chalciporus piperatus

  - Tylopilus nutonigricans
    - Boletellus ananas
      - Strobilomyces sp.
        - Strobilomyces flocopus

  - Pulveroboletus ravenelii

  - Boletus edulis group
  - Leccinum sp

## Classification Linnéenne

### Espèces du genre Boletellus
Liste des espèces couramment acceptée dans le Genre Boletellus

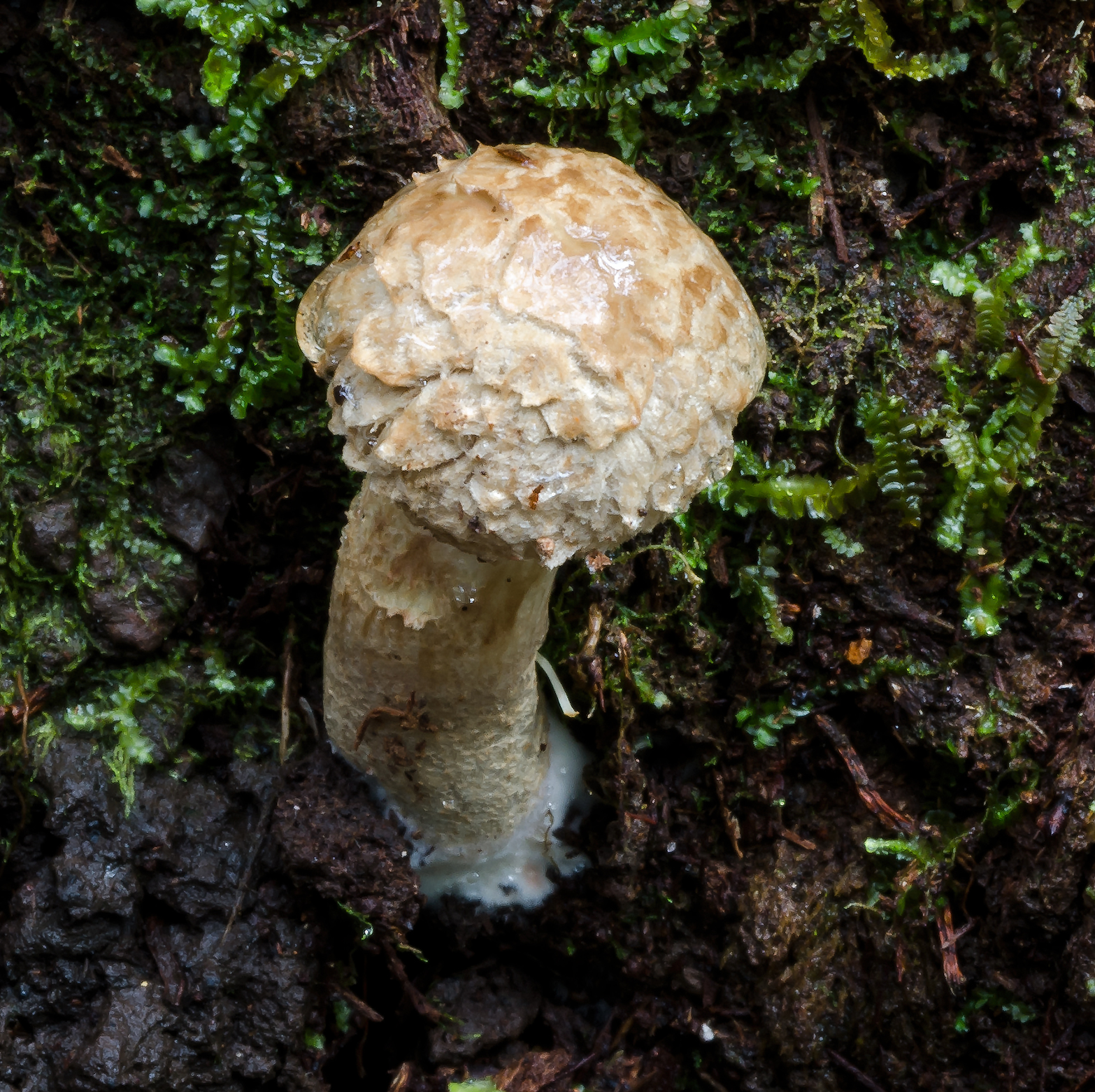
Boletellus ananiceps

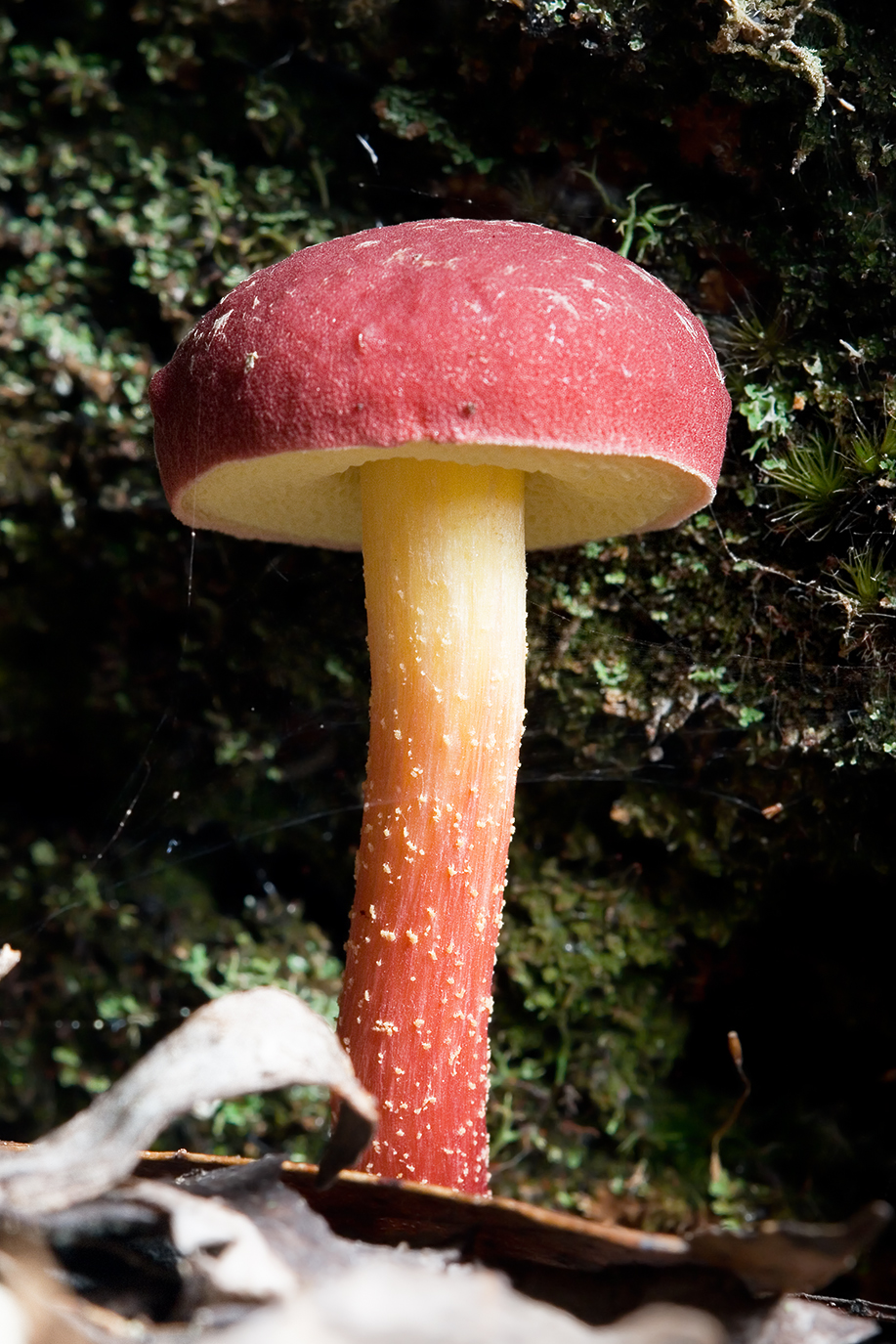
Boletellus obscurecoccineus

- Boletellus ananiceps (Berk.) Singer
- Boletellus ananas (M.A. Curtis) Murr. 1909
- Boletellus badiovinosus Horak
- Boletellus Betula  (Schwein.) E.-J. Gilbert 1931 synonyme de Heimioporus betula (Schwein.) E. Horak 2004
- Boletellus cardinalicus Heim & Perreau
- Boletellus cerasinus Heim & Perreau
- Boletellus chrysenteroides (Snell) Singer
- Boletellus cubensis (Berk. & Curt.) Sing.
- Boletellus cyanescens Horak
- Boletellus dissiliens (Corner) Pegler & Young
- Boletellus dicymbophilus Fulgenzi & T.W. Henkel
- Boletellus elatus Nagasawa
- Boletellus emodensis (Berk.) Sing.
- Boletellus episcopalis Heim & Perreau
- Boletellus exiguus T.W. Henkel & Fulgenzi
- Boletellus fallax (Singer) Singer
- Boletellus fibuliger Singer
- Boletellus flocculosipes (Murr.) Perreau
- Boletellus immutabilis (Bouriquet) Perreau
- Boletellus intermedius Smith & Thiers
- Boletellus jalapensis (Murr.) Gilb.
- Boletellus lepidosporus Gilb. ex Heinem.
- Boletellus linderi Singer
- Boletellus longicollis (Ces.) Pegler & Young
- Boletellus longipes Heinem.
- Boletellus mirabilis (Murrill) Singer 1945
- Boletellus obscurecoccineus (v. Höhn.) Singer
- Boletellus piakaii T.W. Henkel & Fulgenzi
- Boletellus pictiformis (Murr.) Singer
- Boletellus pleurigibbus Heim & Perreau
- Boletellus pseudochrysenteroides Smith & Thiers
- Boletellus pustulatus (Beeli) Gilb.
- Boletellus radiatus C. S. Bi
- Boletellus rubrolutescens Heinem. & Rammeloo
- Boletellus rubroviolaceus Heinem. & Goossens
- Boletellus rufescens (Cooke & Massee) Singer
- Boletellus russellii (Frost) Gilbert
- Boletellus singeri Gonz.-Velázq. & R. Valenz.
- Boletellus squamatus (Berk.) Singer
- Boletellus squamosus M. Zang
- Boletellus umbrinellus (Pat. & Baker) Singer et al.
- Boletellus velutinus Heinem. & Rammeloo
- Boletellus verrucarius (Berk.) Singer
- Boletellus violaceiporus G. Stevenson 1962 >  synonyme de Fistulinella violaceipora (G. Stev.) Pegler & T.W.K. Young 1981
- Boletellus violaceus M. Zang & H. C. Tan
- Boletellus viscidipes (Hongo) Har. Takah.
- Boletellus viscosus C. S. Bi & T. C. Loh
- Boletellus xerampelinus M. Zang & W. K. Zheng  1986 > synonyme de Heimioporus xerampelinus (M. Zang & W.K. Zheng) E. Horak 2004
- Boletellus yunnanensis M. Zang
- Boletellus zelleri (Murr.) Singer